# Képzetes vetület
A képzetes vetületek a vetületek fokhálózat jellege szerinti csoportosított nagy ága. Képzetesnek nevezünk egy vetületet, ha a fokhálózata nem követi a perspektív vetületek szabályszerűségeit. A perspektív vetületek centrális geometriai vetítéssel leképezhető vetületek. A fent említett szabályszerűségekből következnek a valódi vetületek tulajdonságai:
- A parallelkörök képei, vagy koncentrikus körök, körívek, vagy párhuzamos egyenesek.
- A meridiánok képei, vagy egy ponton áthaladó, vagy párhuzamos egyenesek.
- A meridiánok és a parallelkörök képei mindenhol merőlegesen metszik egymást.
- A meridiánok közötti távolságok, vagy egymással bezárt szögük arányos.

Képzetes vetület az, ami nem valódi, vagyis amelyre a fenti tulajdonságok közül legalább az egyik nem teljesül.

## Példák
- Mercator–Sanson-vetület
- Kavrajszkij I. és II. vetülete
- Eckert vetületei
- Apianus II. vetülete és Mollweide vetülete
- Goode vetülete
- Érdi-Krausz vetülete
- Baranyi-féle vetületek
- Robinson-vetület
- Bonne vetülete
- Polikónikus vetületek
- Pszeudopolikónikus vetületek: Van der Grinten I. vetülete
- Aitoff vetülete
- Hammer vetülete
- Winkel tripel vetülete